# Police & Thieves
"Police & Thieves" es una canción de reggae del músico jamaiquino Junior Murvin, publicada en el álbum homónimo de Marvin en 1976, y ha sido versionada tanto por su productor y coautor original, Lee Perry, como la banda punk inglesa The Clash. La versión original de Junior Murvin ha sido emitida en varias recopilaciones posteriores de Island Records como Reggae Greats and Arkology, mientras que la versión de The Clash fue incluida en su álbum de debut de 1977.

## Historia

### La versión de Junior Marvin
La canción fue grabada originalmente por el artista de reggae Junior Murvin que la compuso junto al reconocido productor Lee Perry. La versión de Murvin fue mucho más popular en Inglaterra que en su Jamaica natal. Los músicos que participaron en esta canción fueron Boris Gardiner en bajo, Ernest Ranglin en guitarra, Sly Dunbar en batería, Keith Sterling en los teclados y Joe Cooper en el órgano, con Barry Llewellyn y Earl Morgan (del grupo The Heptones) en los coros.

### La versión de The Clash
La versión de The Clash, que dura 6 minutos, es uno de los primeros ejemplos de una banda de rock incorporando reggae a su repertorio. En un principio, el grupo no había planeado incluirla en su álbum de debut pero, al ver lo corto que era en su totalidad el disco, decidieron incorporarla. En esta canción los músicos fueron Joe Strummer en guitarra rítmica y voz líder, Mick Jones en guitarra líder y coros, Paul Simonon en bajo y Terry Chimes en Batería.
La respuesta de Junior Murvin a The Clash fue la siguiente: "They have destroyed Jah work!" (Han destruido el trabajo de Jah!). Lee Perry también consideró que The Clash había "arruinado" la canción, pero más tarde acordó trabajar con la banda. Por otra parte, inspirado por The Clash, Bob Marley compuso la famosa canción "Punky Reggae Party", como una respuesta al movimiento punk que compartía factores ideológicos con la cultura rastafari.
Joe Strummer agregó al comienzo de la canción la frase "They're going through a tight wind", popularizada por la influyente banda punk Ramones en su canción "Blitzkrieg Bop", probablemente a modo de homenaje.
La versión hecha por The Clash fue incluida en la banda sonora de la película The Royal Tenenbaums de Wes Anderson, y luego en 2012 en la película 21 Jump Street.